# Аћим Јелић
Аћим Јелић (Сарајево, 1865 — Скопље , 1935) био је српски учитељ, школски управитељ и национални представник Срба у Османском царству и члан четничке организације у Старој Србији, данашњој Македонији, за време четничке акције почетком 20. века. Председник општине и учитељ у Краљевини Југославији.

## Биографија
Родио се у угледној и богатој сарајевској српској трговачкој породици. Школовао се у Љубљани, а изгледа да је завршио и Трговачку академију у Лајпцигу. Почетком последње деценије 19. века одлучује да се укључи у борбу српске дипломатије за повардарје и одлази за учитеља у Скопски санџак. Био је учитељ у Кочану и управитељ српских кочанских, гостиварских и прешевских школа. Активно је учествовао у раду четничке организације у Старој Србији, као и у политичкој организацији Срба након младотурске револуције, те је изабран за представника Прешева и околине на Првој скупштини отоманских Срба у Скопљу 1909. Ухапшен је 1910. током истраге оружја код српског становништва у Прешевској кази и осуђен на смрт, али је интервенцијом српске дипломатије помилован. По Првом балканском рату, будући упознат са локалним приликама образовао је општине у Кочану и Светом Николи. Учествовао је у Првом светском рату. После рата, након учитељског рада у Кочану пензионисан је 1921. Реактивиран је 1926. те је кратко био учитељ у Скопљу. Умро је 1935. у истом граду.